# 宇原千晶
宇原 千晶（うはら ちあき、女性、1984年11月4日 - ）は、愛知県出身のバスケットボール選手である。ポジションはガードフォワード。三菱電機コアラーズ所属。

## 来歴
昭和ミニバスクラブでバスケを始め、大治中、桜花学園高校経て、中京大学に進学。
2007年、三菱電機に入社。

## 経歴
- 桜花学園高校 - 中京大 - 三菱電機（2007年〜）